# Water (Lancashire)
Water – osada w Anglii, w hrabstwie Lancashire. Leży 30,4 km od miasta Preston, 51,6 km od miasta Lancaster i 286,1 km od Londynu. W 2016 miejscowość liczyła 853 mieszkańców.